# Linguística sistêmico-funcional
A Linguística Sistêmico-Funcional (LSF) é uma abordagem funcionalista da linguagem, desenvolvida desde os anos 1960 por M. A. K. Halliday, que tem como princípio básico a concepção do sistema linguístico como um potencial de significação que se instancia em unidades semânticas que, contextualizadas em uma situação concreta, constituem textos. Tal sistema estaria, por sua vez, atrelado fundamentalmente a um contexto de cultura, de modo que a organização dos significados, dos recursos lexicais, gramaticais e mesmo fonológicos (particularmente os prosódicos) de um sistema estaria em consonância com usos sociais que são feitos da linguagem. Tais usos, no sistema, seriam abstraídos em três metafunções: a ideacional (construção de experiências e sua articulação), a interpessoal (estabelecimento, por meio da linguagem, de relações entre atores sociais) e a textual (constituição de unidades semânticas coesas e coerentes).

## Linguistas associados à LSF
- M. A. K. Halliday (1925–2018)
- Ruqaiya Hasan (1931–2015)
- Michael Gregory (1935)
- Robin Fawcett (1937)
- Peter H. Fries (1937)
- Leila Barbara (1938)
- José Luiz Meurer (1948-2009)
- Frances Christie (1939)
- Gunther Kress (1940–2019)
- Malcolm Coulthard (1943)
- Christopher S. Butler (1945)
- Jay Lemke (1946)
- Theo van Leeuwen (1947)
- Clare Painter (1947)
- Geoff Thompson (1947–2015)
- J. R. Martin (1950)
- David Butt (1950)
- Paul J. Thibault (1953)
- David Rose (1955)
- Peter R. R. White (1956)
- Christian M. I. M. Matthiessen (1956)
- John A. Bateman (1957)
- Kay O'Halloran (1958)
- Louise Ravelli (1963)
- Michele Zappavigna (1978)
- Orlando Vian
- Suzanne Eggins

### Obras fundamentais
- Fawcett, R. 2000. A Theory of Syntax for Systemic Functional Linguistics. Amsterdam: John Benjamins.
- Halliday, M. A. K. 1978. Language as Social Semiotic: The Social Interpretation of Language and Meaning. London: Edward Arnold.
- Halliday, M. A. K. 1985. Introduction to Functional Grammar. London: Arnold.
- Halliday, M. A. K.; R. Hasan. 1976. Cohesion in English. London: Longman.
- Halliday, M. A. K.; C. M. I. M. Matthiessen. 1999. Construing Experience through Meaning: A Language-based Approach to Cognition. London: Cassell.
- Martin, J. R. 1992. English Text: System and Structure. Amsterdam: John Benjamins.
- Martin, J. R.; D. Rose. 2003. Working with Discourse. London: Continuum.
- Martin, J. R.; P. White. 2005. The Language of Evaluation. New York: Palgrave Macmillan.
- Matthiessen, C. M. I. M. 1993. Lexicogrammatical Cartography: English Systems. Tokyo: International Sciences Publishers.

### Obras introdutórias
- Berry, M. 1975. An Introduction to Systemic Linguistics, Volume 1: Structures and Systems. London: Batsford.
- Berry, M. 1975. An Introduction to Systemic Linguistics, Volume 2: Levels and Links. London: Batsford.
- Bloor, T.; M. Bloor. 1995. The Functional Analysis of English: A Hallidayan Approach. London: Edward Arnold.
- Butt, D. et al. 2000. Using functional grammar: an explorer’s guide. Sydney: Macquarie University, NCELTR.
- Eggins, S. 1994. An Introduction to Systemic Functional Linguistics. London: Pinter.
- Fuzer, C.; S. R. S. Cabral. 2014. Introdução à gramática sistêmico-funcional em língua portuguesa. Campinas: Mercado de Letras.
- Halliday, M. A. K.; R. Hasan. 1985. Language, Context and Text: A Social Semiotic Perspective. Geelong: Deakin University Press.
- Martin, J. R.; C. M. I. M. Matthiessen; C. Painter. 1997. Working with Functional Grammar. London: Arnold.
- Thompson, G. 1996. Introducing Functional Grammar. London: Arnold.

### Manuais
- Bartlett, T.; G. O’Grady, eds. 2017. The Routledge Handbook of Systemic Functional Linguistics. London: Routledge.
- Halliday; M. A. K., J. J. Webster, eds. 2009. Continuum Companion to Systemic Functional Linguistics. London: Continuum.
- Thompson, G.; W. L. Bowcher; L. Fontaine; D. Schönthal, eds. 2019. The Cambridge Handbook of Systemic Functional Linguistics. Cambridge: Cambridge University Press.